# Ahlmann
Ahlmann Baumaschinen GmbH est un fabricant allemand de matériels de travaux publics créé en 1952 à Büdelsdorf, à proximité de la ville portuaire de Kiel, au nord de Hambourg. 
La société a été créée en 1952 par Josef-Severin Ahlmann (de) (né le 8 Juin 1924 à Büdelsdorf, † 23 Janvier 2006 à Abano Terme, Italie), patron du groupe industriel allemand ACO Severin Ahlmann GmbH & Co..
Depuis sa création en 1952, Ahlmann Baumaschinen GmbH s'est spécialisé dans la construction de chargeuses compactes pour le BTP la "Swing". Ahlmann GmbH a conçu en 1952 la première chargeuse à bras pivotant à être produite en série. En 1969, Ahlmann présente la première chargeuse sur roues à transmission hydrostatique à puissance régulée. En 1977, Ahlmann GmbH rachète Bohn & Kähler AG, le spécialiste allemand des plaques et rouleaux vibrants. En 1979, Ahlmann présente sa première chargeuse frontale sur roues. En 1980, Ahlmann distribue sous sa marque le Cosmoter italien, un petit excavateur hydraulique. En 1999, Ahlmann GmbH fête la fabrication de sa 20.000ème machine.
La société a toujours été accolée à un grand groupe industriel car elle n'a quasiment jamais été à l'équilibre. Rachetée durant l'été 1994 par Manitou, Ahlmann GmbH n'a connu que deux exercices bénéficiaires et a subi en 2001 une baisse de 19,6 % de son chiffre d'affaires qui s'est élevé à 36 M€uros. Un plan social a réduit l'effectif de 25 % qui est descendu à 189 salariés. Réalisant 70 % de ses ventes sur son marché national, Ahlmann a subi la sévère chute du marché allemand de la construction, mais aussi la concurrence des autres acteurs européens du BTP. La société ne disposait pas de la taille critique suffisante pour être un compétiteur solide parmi les constructeurs d'engins de BTP.
En 2002, Manitou cède 74% du capital de la société Ahlmann à la société française Mecalac, petit fabricant français d'engins de travaux publics, créé en 1974 à Annecy dont le chiffre d'affaires en 2001 était de 61 M€
À partir de 2003, Ahlmann GmbH intègre dans sa gamme la chargeuse sur roues Venieri VF9.63.
Après avoir racheté la totalité du capital, en 2012, la Société AHLMANN Baumaschinen GmbH est renommée MECALAC Baumaschinen GmbH mais la marque Ahlmann est conservée.